# Пятихатка (Симферопольский район)
Пятихатка (укр. П'ятихатка, крымскотат. Pâtihatka, Пятихатка) — упразднённый населённый пункт в Симферопольском районе Республики Крым (согласно административно-территориальному делению Украины — Автономной Республики Крым), включённый в состав Доброго, сейчас — Пятихатская улица на левом берегу Салгира.

## История
Впервые в исторических документах селение встречается в Списке населённых пунктов Крымской АССР по Всесоюзной переписи 17 декабря 1926 года, согласно которому в селе Пятихатка, Джалман-Кильбурунского сельсовета (к 1940 году преобразованному в Джалманский) Симферопольского района, числилось 11 дворов, все крестьянские, население составляло 49 человек, из них 31 русский, 12 греков и 6 татар (на картах впервые обозначена в 1936 году").
В 1944 году, после освобождения Крыма от фашистов, 12 августа 1944 года было принято постановление № ГОКО-6372с «О переселении колхозников в районы Крыма» и в сентябре 1944 года в район приехали первые новоселы (214 семей) из Винницкой области, а в начале 1950-х годов последовала вторая волна переселенцев из различных областей Украины. С 25 июня 1946 года Пятихатка в составе Крымской области РСФСР, а 26 апреля 1954 года Крымская область была передана из состава РСФСР в состав УССР.
Решением Крымоблисполкома от 8 сентября 1958 года № 834 Пятихатка присоединена к Доброму (согласно справочнику «Крымская область. Административно-территориальное деление на 1 января 1968 года» — в период с 1954 по 1968 годы).